# Cerilla (cómic)
Cerilla (Benjamin "Ben" Hamill) es un personaje ficticio que aparece en los cómics publicados por Marvel Comics. Un mutante, Hamill asistió al Instituto Xavier antes de su cierre. Mientras estuvo en el Instituto, Hamill fue el líder de campo del escuadrón de entrenamiento de Los Modelos.
Cerilla apareció en Dark Phoenix interpretado por Lamar Johnson.

## Historial de publicaciones
El personaje, creado por Nunzio DeFilippis y Christina Weir, apareció por primera vez en New Mutants Vol. 2 # 7. DeFilippis reveló que mientras él y Weir crearon el personaje, se basó en un mutante de fondo de New X-Men: Academy X, # 7. "Vimos una pequeña obra de arte en el fondo de un panel (creo que fue Carlo Barberi quien lo dibujó primero) y pensamos por unos segundos en un nombre, nombre en clave y conjunto de potencia".

## Biografía ficticia del personaje
Mientras pasaba un tiempo en el parque de su ciudad natal, Ben Hamill manifestó repentinamente sus poderes mutantes. Incapaz de controlar sus poderes, Ben prendió fuego al parque de la ciudad.

### Instituto Xavier
Después de la manifestación de sus poderes, Ben se inscribió en la Escuela Xavier para Jóvenes Dotados. Mientras que en la escuela. eligió el nombre en clave Cerilla. Cerilla estuvo presente en el jefe de la asamblea especial de Xavier por el director Charles Xavier para informar al cuerpo estudiantil de una explosión que ocurrió la noche anterior causada por Magma, que Josh y Julian habían despertado de un estado de coma. Xavier predicaba que el heroísmo era más que valiente. Más tarde, Cerilla asistirá a la Semana de los padres en Xavier, aunque no se sabe si sus padres para la semana parece que se divierte durante el tiempo festivo. Mientras que en clase con Karma, se le preguntó junto con sus compañeros de clase si habían visto a Josh, quien estaba inconscientemente en una cita con Rahne Sinclair.

### Escuadrón Modelo
Después de inscribirse en el Instituto, Hamill fue asignado al escuadrón de entrenamiento de Modelos bajo la tutela de Rahne Sinclair. Aunque es temperamental (incluso votado como "Tempestad más breve"), Hamill es un líder natural y, en consecuencia, fue nombrado como el líder de campo para su escuadrón. Como parte de los juegos de escuadrones de campo, los Paragones participaron en una sesión en la Sala de Peligros donde tuvieron que luchar contra un Hulk constructor. Después del ejercicio, el escuadrón de Nuevos Mutantes probó la misma simulación y batió el récord establecido por el ejercicio de Modelos. Durante una reunión del equipo con Rahne, Ben y sus compañeros de equipo expresaron su consternación ante el equipo de Nuevos Mutantes que había vencido su tiempo. Rahne luego les dio una charla muy necesaria, tratando de recordarles que habrían salvado muchas vidas si la sesión hubiera sido real. Poco después, Cíclope y Emma Frost revelaron que Sinclair había estado en una relación romántica con un estudiante, Josh Foley, quien se había retirado repentinamente de la escuela, dejando a los Modelos sin un asesor. En última instancia, la ex Nueva Mutante, Magma intervino para convertirse en el mentor de los Modelos.

### Post Día M
Ben aún es visto como tal por sus excompañeros de equipo después de la disolución del sistema de escuadrones. Siguiendo los eventos de House of M, solo 27 de los estudiantes de la escuela conservaron sus poderes. Todos los escuadrones se disolvieron y los estudiantes restantes se fusionaron en un grupo. Ben y sus compañeros, los antiguos Modelos Trance, Cachorro y Hada estuvieron entre el puñado de estudiantes que mantuvieron sus poderes.

### Búsqueda de Magik
Cerilla, junto con varios de sus compañeros de estudios, fueron llevados al reino del Limbo. Cuando es atacado por los demonios se une a la lucha rápidamente, matando a varios de ellos mientras trataba de proteger a Hada y Venda. Ben participa en la lucha final contra Belasco y es devuelto a la escuela después de que este fuera derrotado.

### Utopía
Ben se traslada a San Francisco junto con los otros X-Men. Reaparece calmando los ánimos por los disturbios provocados por la Proposición X, una legislación reproductiva anti-mutante que es promovida por la organización anti-mutante "Humanidad Ahora!". Tras disminuir los disturbios, los X-Men Oscuros con Norman Osborn a la cabeza, imponen un toque de queda en toda la ciudad para todos los ciudadanos que prohíbe la actividad pública después del anochecer. En el bar del Avalancha, Cerilla, junto con su compañero de estudios Infernal y otros mutantes deciden airadamente crear problemas después del toque de queda para que todo el mundo lo vea como una advertencia contra el "fascismo" de los X-Men Oscuros. Ben propaga el fuego a lo largo de Union Square y los X-Men Oscuros acuden a detener a los alborotadores mutantes. Después de una batalla, quedarán bajo su custodia. Finalmente él y los otros mutantes presos son liberados por la X-Force y transportados a la isla de Utopía.

## Poderes y habilidades
La habilidad de Cerilla es la piroquinesis, lo que le permite producir y manipular las llamas. Además, él es aparentemente inmune al fuego y a las altas temperaturas. Como un efecto secundario de sus poderes, la cabeza de Ben permanece constantemente en llamas, aunque parece que él puede controlar su extensión; durante una sesión en la Sala de Peligro fue capaz de mantener un cierto nivel de sigilo mediante la reducción de la intensidad de su llama en la cabeza. El cuerpo de Ben está siempre brillante, y emite calor, sin embargo, no es lo suficientemente caliente como para quemar la ropa. También la llama en la cabeza no es tan caliente como el fuego normal, y como tal, no quema lo que toca. Esto fue confirmado por sus creadores, Nunzio DeFilippis y Christina Weir.

## En otros medios
Cerilla aparece en Dark Phoenix interpretado por Lamar Johnson. La apariencia del personaje era tan menor e inadvertida que sus creadores fueron tomados con la guardia baja cuando ganaron un pago repentino por el uso del personaje. DeFilippis declaró "Totalmente agradecido y emocionado... pero... ¿Partido? ¿En serio?"